# Hanfu

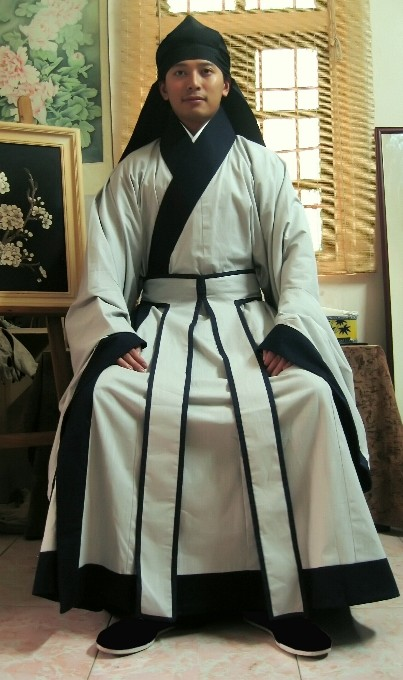
Reprodução moderna de um shenyi

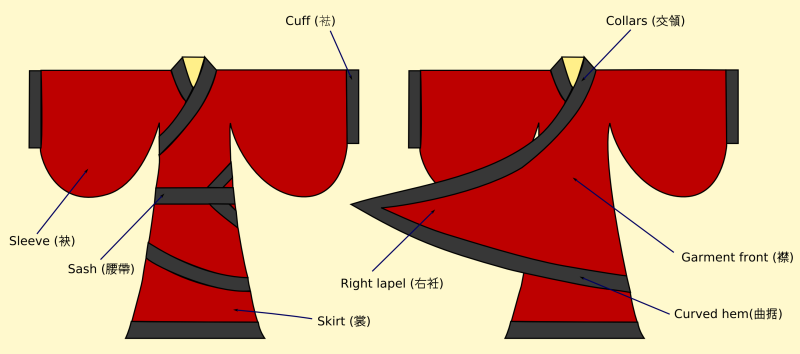

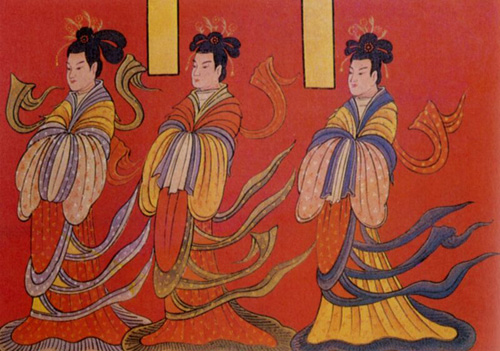
Figuras femininas vestem a roupa Tsa-chü-ch'ui-shao, século V.

Hanfu (em chinês tradicional: 漢服, chinês simplificado: 汉服, pinyin: Hànfú, Minnan: hànho̍k ou hanhok; Cantonês: hɔn˧fʊk˨ ou honfuk; lit. 'Vestimenta do povo Han') é a roupa tradicional da etnia han da China. As origens do estilo remontam para o período anterior à dinastia de Qing.
São vários os estilos representativos do hanfu, como o ruqun, beizi e shenyi, e shanku. A vestimenta consiste, tradicionalmente, de um robe paofu ou um casaco ru, como a parte de cima, e uma saia qun, como a parte de baixo, além de uma série de acessórios. Recentemente, o estilo tradicional de vestimenta experimentou um crescimento de popularidade entre jovens por toda a China e em países que receberam a diáspora chinesa.
O hanfu influenciou vários tipos de roupas tradicionais do Leste da Ásia como o Quimono japonês e o Hanbok Coreano.